# 649 Йозефа
649 Йозефа (649 Josefa) — астероїд головного поясу, відкритий 11 вересня 1907 року Августом Копфом у Гейдельберзі.